# 戍守边疆纪念章
戍守边疆纪念章是由中华人民共和国国家移民管理局颁发的一项荣誉，于2023年4月2日首次颁发，每年颁发一次。

## 设立
2023年4月2日，国家移民管理局及其下级单位首次颁发国家移民管理机构戍守边疆纪念章给8487人。该套纪念章由清华大学美术学院教授陈磊带领研究生秦玉娴、胡晓雯历时逾半年设计完成。

## 资格
根据《国家移民管理机构戍守边疆纪念章颁发管理办法》有关规定，对在西藏自治区全区和其他边境省区三类以上艰苦边远地区工作（含曾在三类以上艰苦边远地区工作过的戍边民警）累计满30年、20年、10年的在编在职移民管理警察分别颁发金质、银质、铜质纪念章。

## 元素
主章由五星、长城关隘、盾牌、橄榄枝、雪莲花等元素构成，雪莲花寓意“坚守、无畏、纯洁”，象征“戍边民警的忠诚信念和崇高品格、顽强意志和无私奉献、斗争精神和血性担当”。副章由飘带、山峰、如意等元素构成，金银铜色条分别代表戍边满30年、20年、10年。